# Соловьёва, Ольга Михайловна (купчиха)
Ольга Михайловна Соловьёва (1865—1935) — русская купчиха и благотворительница, владелица крымского курорта «Суук-Су».

## Биография
Родилась в Туле 11 июля 1865 года, была дочерью жиздринских купцов 2-й гильдии.
С 1886 года неофициально являлась женой русского инженера-мостостроителя Владимира Ильича Березина, вместе с которым в 1895 году поселились в Ялте. В 1897 году они купили у баронессы М. А. Шеппинг участок земли в 40 га на берегу Чёрного моря между Гурзуфом и Аю-Дагом, носивший название Суук-Су, и решили построить на нём не только дачу для себя, но и доходный курорт по типу европейских. В 1913 году курорт был награждён золотой медалью на Всероссийской гигиенической выставке в Санкт-Петербурге.
В 1900 году Владимира Ильич умер и Ольга Михайловна самостоятельно продолжила строительство, открыв курортный комплекс в 1903 году. Хозяйкой курорта являлась по 1920 год, когда осенью этого же года во время Гражданской войны вместе с дочерью Ксенией Владимировной и зятем Наумом Яковлевичем эмигрировала в Константинополь, а затем — в Берлин.
Ольга Михайловна была известна своей благотворительностью. Она выделила несколько тысяч рублей на содержание земской школы в Гурзуфе и 10 тысяч рублей на строительство санатория для чахоточных больных «Яузлар» в Ялте. В сентябре 1917 года подарила Еврейскому благотворительному обществу Алушты участок земли, который «должен быть обращен лишь на просветительские нужды Общества».
В сентябре 1931 года Ольга Михайловна Соловьёва была помещена в швейцарский санаторий для душевнобольных «Ля Мэтэрин». Умерла 24 марта 1935 года и была похоронена на кладбище в Ньоне. Могила не сохранилась.

### Семья
У дочери Ксении в Берлине родился сын Георгий, после чего семья переехала в Париж, а затем в США. Георгий Наумович окончил филологическое отделение Колумбийского университета, специализировался на изучении французской литературы. Автор ряда трудов. После Второй мировой войны уехал во Францию и стал профессором Сорбоннского университета. Последние 20 лет Георгий Соловьёв работал в Зальцбургском университете. Написал воспоминания о жизни своей бабушки и курорте «Суук-Су».